# Pedro Preux
Pedro Pablo Preux Lernau (París, 17 de noviembre de 1932 – Ciudad de México, 16 de junio de 2011) fue un tapicero mexicano de origen francés, formó parte de un esfuerzo por revivir la artesanía como una forma de arte en Europa junto con Jean Luçart, posteriormente introdujo y promovió el concepto en México en los años 60s y 70s. Los esfuerzos de Preux fueron reconocidos con una memebresía en el Salón de la Plástica Mexicana y en el Sistema Nacional de Creadores de Arte, aunque el arte de la tapicería volvió a ser catalogado como artesanal al principio de la década de los 80s.

## Biografía
Pedro Preux nació en París, su padre fue Roberto Preux, pintor, y su madre Sonia Lernau, escultora y tejedora de tapices. Adquirió y practicó habilidaddes artísticas de sus padres, al tiempo que estudiaba violín y arquitectura. Migró junto con su familia a México en 1942 junto con la ola de migración por el exilio español. Más tarde se hizo mexicano por naturalización.
Preux no tuvo instrucción artística formal; sin embargo, recibió una beca del gobierno francés en 1961 y 1965 para estudiar tapicería Aubusson y en Gobelins Manufactory, la fábrica oficial de tapicería en París, donde fue aprendiz de Jean Luçart.
Aunque la tapicería como arte formal comenzó a desvanecesrse a partir de los 70s, Preux se mantuvo activo hasta su muerte, en 2011, año en el que muere de una embolia. Le sobrevive su hija, Mónica Preux, profesora de canto en la Universidad de Sonora, y una vasta colección de tapices contemporáneos alrededor del mundo.

## Carrera
Preux junto con Martha Palacio y Fritz Riedl introdujo el arte de la tapicería con diseños contemporáneos al principio de los años 60s. El concepto se volvió popular entre la comunidad artística, quienes comenzaron a promover la tradición artesanal mexicana después de la Revolución mexicana. Estos esfuerzos hicieron que la línea de separación entre arte y artesanía se volviera muy fina, atrayendo a artistas como Carlos Orozco Romero, Francisco Moreno Capdevila, Francisco Icaza y Marcela López a la creación de diseños para tapicería. Esta tendencia artística creció en los 70s pero fue declinando en los 80s. Hoy en día el tejido de tapicería ya no se considera un arte sino más bien una creación artesanal.
Preux aprendió a realizar el tejido gobelino en Francia en los años 60s, cuando regresó José Chávez Morado lo invitó a crear un taller de tapiz en el cual Preux trabajó desde 1963 hasta 1973, año en el que el Instituto Nacional de Bellas Artes y Literatura (INBAL) patrocinó el taller, transformándolo en el Taller Nacional de Tapiz (National Tapestry Workshop), Preux estuvo a cargo de la dirección de este taller hasta 1984. el INBAL cerró el taller al considerar el arte de la tapicería como algo "obsoleto", con lo cual Preux se mudó a la recién fundada escuela de diseño.
Además de enseñar en el Taller Nacional de Tapiz, Preux también impartió cursos en la escuela de arte y diseño de la Universidad Iberoamericana y la Escuela Nacional de Artes Plásticas.
El trabajo de Preux ha sido exhibido en México y en el extranjero. En vida tuvo exposiciones individuales en la Galería Diana en la Ciudad de México (1960), Galería Trini en Cuernavaca (1961), el Palacio de Bellas Artes (1966), Galería Pecanins en la Ciudad de México (1967), Galería Jack Misrachi en la Ciudad de México (1968), la Galería de Bellas Artes de San Diego (1969), el Museo de Arte de Long Beach (1970), Museo de Arte Moderno (1971, 1979), Galería de Arte Mexicano (1972), el Pavilion Gallery en Scottsdale, Arizona (1973), Galería Kin en la Ciudad de México (1974), la Casa de Cultura en Mexicali (1976), la Consort Gallery en Londres (1986) y la Casa Canning en Londres (1987). Participó también en exposiciones colectivas en México, Francia, Colombia, Estados Unidos, Perú, Polonia, Holanda, Cuba, Argentina y Brasil.
Preux colaboró en diseño gráfico con el Colegio de México, y el Banco de México en varias revistas y otras publicaciones. Participó tanto como artista como juez en la Bienal de Tapicería del Salón Michoacano del Textil en Miniatura y ofreció numerosas presentaciones en diversos aspectos de la tapicería.
El trabajo de Preux como artista fue reconocido con una membresía en el Salón de la Plástica Mexicana y su admisión al Sistema Nacional de Creadores de Arte en 1994. En 2009 su trabajo fue reconocido con una retrospectiva por parte de la Universidad de Sonora.

## Artística
Aunque Preux realizó algunos trabajos de impresión, su obra más notable fue en diseño y manufactura de tapicería con técnica Gobelina en una mezcla de algodón y lana.
Preux formó parte del esfuerzo por resucitar el arte de la tapicería en Europa. Estudió como aprendiz de Jean Luçart en Aubusson y fue su discípulo tanto en técnica como en filosofía y como su mentor él creía que la tapicería era equiparable a la pintura, solamente que se realiza en otro medio ya que requiere el mismo sentido de composición y la creación de un dibujo previo en tela o papel, aunque la representación final en este caso era en lana o algodón.  Una de sus más importantes exposiciones en este sentido fue en el Museo de Arte Moderno en 1979, en la cual presentó no solo los tapices si no también las pinturas relacionadas con la realización del tapiz final con la idea de mostrar que la tapiceria era "tapicería de pared" o un tipo de mural portátil.
Preux creía que los estudiantes de bellas artes deberían estudiar también una o más clases de creación artesanal como parte de sus estudios académicos ya que muchos artistas no se ganan la vida con su arte y aquellos que lo logran necesitan mantener los pies en la tierra y no ser elitistas.